# Gishanga (periodiskt vattendrag i Gitega)
Gishanga är ett periodiskt vattendrag i Burundi.   Det ligger i provinsen Gitega, i den centrala delen av landet, 70 kilometer sydost om huvudstaden Bujumbura.
I omgivningarna runt Gishanga växer huvudsakligen savannskog. Runt Gishanga är det ganska tätbefolkat, med 230 invånare per kvadratkilometer.